# Csiba László
Csiba László Mihály (Sajószentpéter, 1952. május 10. –) Széchenyi-díjas magyar orvos, neurológus, intézetvezető egyetemi tanár, a Magyar Tudományos Akadémia rendes tagja.

## Élete
Hét testvére van. Édesapja Sajószentpéteren 47 évig dolgozott körzeti orvosként. 1970-ben érettségizett a Pannonhalmi Bencés Gimnáziumban, majd 1976-ban a Debreceni Orvostudományi Egyetemen szerzett orvosi diplomát, azóta a Debreceni Egyetemen dolgozik. 1980-ban neurológiából, 1985-ben pszichiátriából szakvizsgázott.
1981 és 1983 között a kölni Max Planck Intézetben, 1986-tól 1987-ig Japánban, 1991-ben fél évig pedig Toulouse-ban dolgozott vendégkutatóként. 1990-ben szerezte meg PhD-fokozatát, 1992-ben nevezték ki egyetemi tanárnak, 25 évig a debreceni Neurológiai Klinika vezetője volt. 1999-ben az MTA doktora lett. 2016-ban a Magyar Tudományos Akadémia levelező tagjává választották. Kutatási témája: agyi keringészavarok, állatkísérletes cerebralis ischemia modellek és neurosonológia.
Magyarország számára kivételesen értékes tudományos pályája során a szélütés diagnosztikája és gyógyítása területén elért rendkívüli eredményei, különösen a stroke legjobb gyógyszeres kezelési módszere, a vénás vérrögoldás használatának fellendítését elősegítő ellátási modell kidolgozásában betöltött kimagasló szerepe elismeréseként 2020-ban Széchenyi-díjban részesült.
2016-ban a Magyar Tudományos Akadémia levelező, 2022-ben rendes tagjává választották. Számtalan külföldi szaklap szerkesztőbizottsági tagja valamint magyar és nemzetközi orvosi szervezet és társaság tagja vagy elnöke.

## Díjai
- Széchenyi-díj: 2020
- Szent-Györgyi Albert-díj: 2014
- Francis Crick-díj: 2012
- Markusovszky-díj: 2010, 1991
- Magyar Köztársaság Érdemrend lovagkeresztje: 2009
- Sántha Kálmán-emlékérem: 2004
- Batthyány-Strattmann László-díj: 2003